# The Secret Life of Elephants
La vie secrète des éléphants (The Secret Life of Elephants) est une série documentaire sur la nature de la BBC consacrée à la vie des éléphants et au travail de l'association de protection de la nature Save the Elephants dans la réserve nationale de Samburu, au Kenya. Elle a été diffusée pour la première fois au Royaume-Uni sur BBC One en janvier 2009 devant 4,2 millions de téléspectateurs. 
La série, en trois parties, présente la vie des éléphants d'Afrique à Samburu, dans le nord du Kenya, en se centrant sur l'histoire de plusieurs éléphants et en montrant les moments les plus dramatiques de leur vie. Elle révèle leur monde caché, depuis la complexité de leur vie familiale et de leur intelligence à la profondeur de leurs émotions. Elle aborde également le travail de Iain et Saba Douglas-Hamilton et de leur équipe de Save the Elephant : pistage des éléphants, pose des colliers de suivi et développement de relations entre les humains et les éléphants. 

## DVD
La série a été publiée sur DVD par BBC Worldwide le 9 février 2009. 